# Ivan Krstitelj Benzon
Ivan Krstitelj Benzon (rođen kao Hasan Bogović, oko 1639. – Split, 5. listopada 1679.) prvi guvernatur Vranjica, Klisa, Kamena, Stobreča i Strožanca, i mletački vojni zapovjednik u pomorskoj bitci kod Marine (tada Bosiljina) 1657. godine.
Rođen pod turskom vlašću, kao Hasan Bogović, primio je kršćanstvo i preuzeo ime svojeg mentora Giovannija Battiste Benzona. Za pokazano junaštvo u Kandijskom ratu je nagrađen posjedima u Vranjicu. Ivan Krstitelj Benzon rodonačelnik je današnjih vranjičkih Benzona. Umro je 1679., a pokopan je u splitskoj katedrali sv. Dujma.